# Hans Riehl (Sozialwissenschaftler)
Hans Karl Anton Riehl (* 7. Juni 1891 in Wiener Neustadt; † 5. Juni 1965 in Graz) war ein österreichischer Nationalökonom, Soziologe und Kunsthistoriker. Als Schüler von Othmar Spann lehrte er unter anderem an der Karl-Franzens-Universität Graz und der TH Graz, erhielt jedoch nie eine vollwertige Professur. 1941 gründete er die Neue Galerie Graz am Landesmuseum Joanneum. Er verwendete auch die Pseudonyme Hans Richter und Wigand von Wolfsberg. Hans Riehl war der Halbbruder von Walter Riehl, dem führenden nationalsozialistischen Politiker Österreichs in den 1920er Jahren.

## Leben
Hans Riehl besuchte 1887 bis 1901 die Volksschule und seit 1901 das Gymnasium in Wiener Neustadt, wo er 1910 die Reifeprüfung ablegte. Seit 1911 lebte er in Wien. Von 1911 bis 1916 studierte er an der Universität Wien Philosophie, Kunstgeschichte und Archäologie sowie zuletzt Rechtswissenschaft. Eine Zeit lang arbeitete er in der Rechtsanwaltskanzlei seines Vaters. Unterbrochen wurde das Studium durch den Kriegsdienst im Ersten Weltkrieg beim Landsturm der österreichisch-ungarischen Armee in Wien, weil er wegen eines Sehfehlers nicht frontdiensttauglich war. 1923 promovierte Riehl zum Doktor der Sozialwissenschaften, 1928 auch zum Doktor der Philosophie. Daneben unterrichtete er an einer Handelsakademie in Wien. In Graz habilitierte er 1928 im Fach Gesellschaftslehre mit einer Arbeit über Johann Gottlieb Fichte.
Im Oktober 1927 trat Riehl dem Steirischen Heimatschutz bei. 1929/30 war Riehl Propaganda-Leiter des Bundesverbands der österreichischen Heimwehren in Wien und veröffentlichte auch im Verlag des Steirischen Heimatschutzes in Graz, wobei er auch den Decknamen „Hans Richter“ verwendete. In der Heimwehr gehörte er zunächst zur Gruppe um Walter Pfrimer, schloss sich dann dem Flügel um Konstantin Kammerhofer an. Nach der Führungsübernahme durch Ernst Rüdiger Starhemberg trat er 1930 aus der Heimwehr aus. Allerdings blieb er Leitungsmitglied des im März 1930 gegründeten, kurzlebigen „Akademischen Rings der Heimatwehren“ zusammen mit Walter Heinrich, Raphael Spann und Armin Dadieu. In den Folgejahren erhielt Riehl mehrere kurzfristige Lehraufträge, u. a. an der Montanistischen Hochschule Leoben. Ab 1935 war er durch Heirat mit dessen Tochter Hanna der Schwiegersohn von Anton Apold, dem Generaldirektor der Alpine Montangesellschaft. Unmittelbar nach der Hochzeit übersiedelte er im Jänner 1935 nach Düsseldorf, wo er sich vergeblich um die Professur für Kunstgeschichte an der Kunstakademie Düsseldorf bemühte. Vom Jänner bis März 1935 war er Dozent am Institut für Ständewesen in Düsseldorf.
Am 28. Mai 1938 beantragte er die Aufnahme in die NSDAP und wurde rückwirkend zum 1. Mai desselben Jahres aufgenommen (Mitgliedsnummer 6.351.487). Vom April 1938 bis Juni 1939 war Hans Riehl ohne Einkommen und betätigte sich unter anderem als freier Mitarbeiter der Zeitung „Neue Freie Presse“ in Wien und als Lehrer am Konservatorium (heute Johann-Joseph-Fux-Konservatorium Graz) in Graz. Im März 1939 erlangte er die Lehrbefugnis für Gesellschaftslehre und wurde im November 1939 zum außerplanmäßigen Professor der Gesellschaftslehre an der Universität Graz ernannt. 1941 gründete Hans Riehl im Palais Herberstein in Graz die Neue Galerie Graz am Landesmuseum Joanneum, deren Leiter er bis 1956 blieb. Riehl war zudem Honorardozent für Kunstgeschichte an der Technischen Universität. 1946 vom Dienst suspendiert, wurde seine venia legendi auf Soziologie der Kunst eingeschränkt. Als Privatdozent hielt er bis zu seinem Tod Vorlesungen an der TU Graz und der Universität Graz.
Hans Riehl war auch nach dem Tod von Othmar Spann eine zentrale Persönlichkeit des sogenannten Spannkreises, der sich nun in der „Gesellschaft für Ganzheitsforschung“ organisierte. 1961 wurde er Ehrenmitglied dieser Gesellschaft. Am 15. November 1957 wurde Riehl mit dem Ehrenkreuz für Wissenschaft und Kunst ausgezeichnet.
Riehl ist neben seinem Schwiegervater Anton Apold auf dem St.-Leonhard-Friedhof in Graz bestattet. 1967 wurde die Hans-Riehl-Gasse in Graz nach ihm benannt.